# Danemark au Concours Eurovision de la chanson 2015
Le Danemark participe au Concours Eurovision de la chanson 2015 à Vienne, en Autriche. Le pays est représenté par le groupe Anti Social Media et leur chanson The Way You Are, sélectionnés via le Dansk Melodi Grand Prix.

## Sélection
Le pays a confirmé sa participation au Concours 2015 le 22 mai 2014. La sélection du représentant et de sa chanson s'est faite via le Dansk Melodi Grand Prix.
La sélection est constituée d'une émission unique pendant laquelle participent dix chansons. Le vainqueur est désigné par un vote combinant pour moitié le télévote danois et pour l'autre moitié le vote d'un ensemble de cinq jurys régionaux. Chaque jury régional attribuant les points de manière identique à l'Eurovision — 12 points pour sa chanson favorite, 10 points pour la seconde, puis de 8 à 1 point pour les suivantes — les jurys attribuent un total de 290 points. Le télévote a donc également 290 points attribuables.
| Ordre | Artiste                | Chanson            | Jurys    | Jurys       | Jurys       | Jurys       | Jurys      | Télévote | Total | Place |
| Ordre | Artiste                | Chanson            | Sjælland | Hovedstaden | Midtjylland | Nordjylland | Syddanmark | Télévote | Total | Place |
| ----- | ---------------------- | ------------------ | -------- | ----------- | ----------- | ----------- | ---------- | -------- | ----- | ----- |
| 1     | Sara Sukurani          | Love me love me    | 2        | 1           | 1           | 3           | 1          | 13       | 21    | 10    |
| 2     | Tina & René            | Mi amore           | 3        | 8           | 3           | 5           | 5          | 20       | 44    | 7     |
| 3     | Marcel & Soulman Group | Når veje krydses   | 4        | 7           | 7           | 1           | 7          | 18       | 44    | 8     |
| 4     | Cecilie Alexandra      | Hotel A            | 12       | 6           | 8           | 8           | 6          | 18       | 58    | 4     |
| 5     | Andy Roda              | Love is love       | 1        | 2           | 10          | 2           | 2          | 8        | 25    | 9     |
| 6     | Julie Bjerre           | Tæt på mine drømme | 10       | 4           | 4           | 6           | 10         | 38       | 72    | 3     |
| 7     | Anti Social Media      | The way you are    | 8        | 12          | 12          | 12          | 12         | 48       | 104   | 1     |
| 8     | Anne Gategaard         | Suitcase           | 6        | 10          | 6           | 10          | 8          | 58       | 98    | 2     |
| 9     | Babou                  | Manjana            | 5        | 5           | 5           | 4           | 3          | 35       | 57    | 5     |
| 10    | World of girls         | Summer without you | 7        | 3           | 2           | 7           | 4          | 34       | 57    | 6     |

Au terme du vote, le groupe Anti Social Media est désigné représentant du Danemark au Concours Eurovision de la chanson 2015 avec la chanson The Way You Are.

## À l'Eurovision
Le Danemark a participé à la deuxième demi-finale, le 19 mai 2015. N'arrivant que 13e avec 33 points, le pays ne se qualifie pas pour la finale. Ce fut le premier échec du pays depuis 2007.